# Exército Insurgente Makhnovista
O Exército Negro ou Makhnovismo, também conhecido como Exército Insurgente Makhnovista, foi um exército revolucionário sob o comando do anarquista Nestor Makhno durante a Guerra Civil Russa e a Revolução Ucraniana.
Durante os anos de 1917 e 1921, centenas de guerrilhas atuaram, em especial no sul da Ucrânia, para combater o regime do Hetman, a ocupação austro-húngara e os Exércitos Branco e Vermelho.
A principal delas, comandada pelo jovem camponês anarquista Nestor Makhno. O Exército Negro atuou simultaneamente como grupo de auto-defesa do campesinato local contra o domínio imperialista austríaco e alemão, e guia revolucionário de seu movimento social, cujas bases estavam fincadas na autonomia, auto-governo, voluntarismo e no Comunismo Libertário.

## Antecedentes
Uma série de revoluções, revoltas e insurreições precederam os eventos da revolução ucraniana; desde o século XIV, o campesinato local lutou bravamente contra a ocupação da região pelo imperialismo russo. Mesmo as tentativas do Czar de parar as revoltas, ocorridas em Zaparojié, e outras regiões, não puderam frear o espírito de vida livre do povo ucraniano, que sobreviveu durante séculos até atingir seu ápice nesse momento histórico. O movimento makhnovista é somente uma das inúmeras expressões da consciência e dos anseios de liberdade e autonomia do povo trabalhador organizado.
A partir de Março de 1917, os eventos históricos da Revolução de Fevereiro começaram a repercutir na Ucrânia. O fim do governo Czarista levou a uma sucessão de expropriações e conflitos entre a pequena burguesia nacional, os latifundiários e a massa camponesa.
Liberto pela anistia geral de todos os presos, Makhno começa a atuar na formação de sindicatos e associações camponesas, até então inexistentes no país, e a organizar a massa trabalhadora da Ucrânia. Logo se envolve em pequenos grupos anarco-comunistas que comandam expropriações e distribuem a terra entre os camponeses. Tal atuação, fez-lhe ganhar do campesinato uma fama de "Robin Hood"

## 1918 - A revolução
Com a tomada do poder pelos bolcheviques em Outubro, a Ucrânia foi entregue ao domínio alemão através do tratado de Brest-Litovsk. A ocupação, somada ao governo semi-feudal do Hetman Skoropadsky tornou a vida camponesa insustentável.
As cargas tributárias eram crescentes, grande parte da produção camponesa era confiscada para alimentar a guerra, e os purgos antissemitas tornaram-se cada vez mais constantes, enquanto que os camponeses que se revoltavam contra essa situação eram geralmente fuzilados.
Frente a esses acontecimentos, o campesinato começou a apoiar cada vez mais as ideias radicais do movimento makhnovista, cujo apoio excedeu Alexandrovsk e Goulai-Polé, e se expandiu por quase todo sul da Ucrânia. Os grupos insurrecionais começaram a se formar em diversas aldeias e rapidamente tomaram proporções cada vez maiores.
Por volta de Setembro, as guerrilhas ucranianas decidiram unificar-se e formar um Estado-Maior do exército localizado em Goulai-Polé: a revolução teve início.

## 1919 - A expulsão dos alemães e o embate com Denikin e os bolcheviques

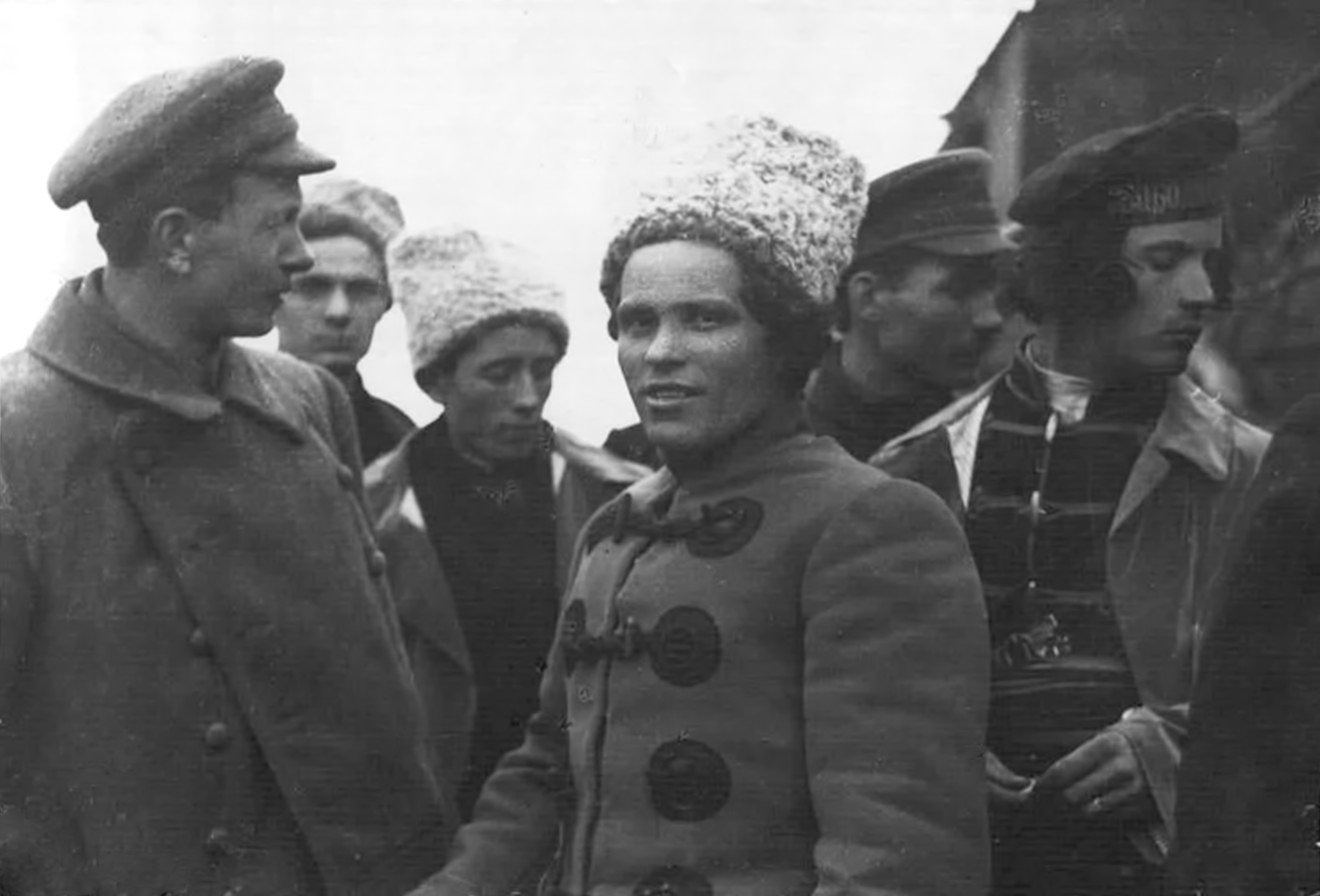
Simon Karetnik, Batko Makhno e Fedir Shchus (Fedor Shchus) em 1919

Com os eventos da revolução alemã e as derrotas no front, a ocupação alemã na região tornava-se cada vez mais custosa. As revoltas camponesas exerceram um papel fundamental no desgaste do poder de Skoropadsky, que aos poucos perdeu apoio tanto da burguesia nacional quanto do poder estrangeiro. A essa altura, parte das próprias forças alemães deixavam que facilmente as desarmassem.
A enfim derrocada do poder alemão na região pela atuação das revoltas camponesas, forçou a fuga de Skoropadsky, temeroso por ser morto pelo Exército Insurgido, ou pelo crescente poder de Symon Petliura, possibilitando a formação do Território Livre. A região passou a ser dividida entre os três grupos existentes na época: à leste pelo nacionalista Simon Pletiura, no Sul por Makhno, e a Oeste pelos Bolcheviques. Por vezes, estes últimos puseram-se em guerra com os dois primeiros. Symon_Petliura foi forçado, após apenas um mês da formação de sua Rada Central, a abandonar a Ucrânia partindo para regiões fronteiriças, o que fortaleceu o poder bolchevique, embora este tivesse a desaprovação da população local.
O poder bolchevique se relacionou de forma hostil com o makhnovismo, tendo-o declarado ilegal e buscando suprimir, a todo custo, sua liberdade de associação e imprensa. Em especial Leon Trotsky, que liderava a frente bolchevique na Ucrânia, através da ordem 1824 declarava todo e qualquer congresso dos anarquistas ilegal, e que todos os seus organizadores seriam imediatamente fuzilados. Em frente à campanha da contra-revolução de Denikin, tais atitudes impediram a melhor organização do movimento makhnovista, dado que esses congressos eram utilizados pelos anarquistas para discutir questões pertinentes à sua organização militar.
Essas ações tiveram consequências terríveis para o makhnovismo, seu território em grande parte foi invadido e saqueado pelos denikistas, enquanto as mulheres e crianças eram submetidas aos mais terríveis abusos.
Por um curto período de tempo, a revolta de Grigoriev, líder contra-revolucionário que era associado aos bolcheviques, mas que os traiu e entregou o fronte a Denikin, forçou que os negros e vermelhos cooperassem para impedir que o exército reacionário se apossasse da Ucrânia; mas logo após sua derrota, executado por Makhno em meio a um congresso que organizou para capturá-lo, as agressões retornaram. Os bolcheviques muitas vezes deixavam de lutar contra os brancos para combater os makhnovistas e, sob estas circunstâncias, acabaram lançando a Ucrânia nas mãos do Exército Branco.

## Peregonovka e o destino da revolução
Os makhnovistas pareciam perdidos, foram forçados a retornar até Uman, com mais de 5 mil homens feridos. A pouca mobilidade devido ao grande número de homens machucados os impedia de realizar grandes deslocamentos, e ao mesmo tempo, estavam cercados a Leste e a Norte por Symon Petliura, e a Sul e Oeste por Denikin, parecia ser o fim da revolução.  No norte, os denikistas organizaram uma massiva invasão em Moscou, uma das mais populosas e importantes cidades russas, pondo o poder bolchevique em xeque.
Os guerrilheiros makhnovistas, situados na pequena aldeia de Peregonovka, decidiram fazer um último sacrifício, cessaram de recuar, e decidiram ir a encontro do exército denikista. Makhno foi separados dos mesmos, junto a um pequeno grupo de 300 homens de cavalaria, montados em suas tachankas. Por volta da madrugada, ambos exércitos se encontraram, e travaram uma luta que durou mais de 6 horas. Apenas quando a luta estava em seu ápice, com a frente denikista forçando os guerrilheiros makhnovistas a recuar, depois de horas de um desgastante embate, Makhno, junto a seus cavaleiros apareceu e rompeu o fronte inimigo.
Sua tropa deu a volta pelo campo de batalha e atacou os Denikistas por trás, e os fez, já desgastados, bater em retirada.
Essa vitória histórica, deu forças à frente anarquista para organizar um contra-ataque massivo, tomando as cidades de Alexandrovsk, Ekaterinoslav, Goulai-Polé, Krivoi Rog, Nikopol ucra, Melitopol, Mariupol, Berdiansk, Sinelnikov, Volnovaka e Pavlogrado. Os anarquistas tomaram as principais bases de suprimento pertencentes aos brancos, forçando-os a mudar o foco de seu exército da frente Norte à Sul.
O makhnovista Marchenko, chefe da cavalaria, assim como Fedir Shchus, desempenharam um papel fundamental junto a Makhno nesse embate.

## 1920 - A derrota de Denikin e a traição bolchevique

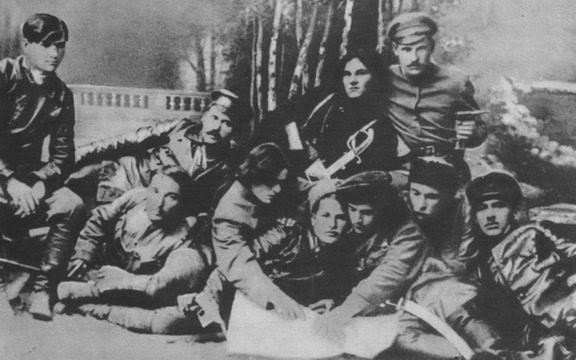
Makhnovistas em 1920

O recuo do Exército Branco permitiu aos anarquistas um curto espaço de tempo para se reorganizarem. Realizaram novos congressos, onde se decidiu como proceder com o próprio, no entanto, uma certa ingenuidade fez com que os anarquistas acreditassem que os bolcheviques, tendo em vista seu papel fundamental para a revolução, não os voltariam a trair.
Muito embora eles tivessem fuzilado, sobre o pretexto de serem "bandidos que promovem a desordem pública", parte do Exército Insurgido em 1919, os makhnovistas não tomaram, até que os bolcheviques os atacassem, sérias medidas contra suas investidas.
Por mais uma vez, os bolcheviques tentaram impor seu poder sobre a makhnovtchina, com esforços constantes para assassinar Makhno, fuzilamentos de camponeses que ajudaram ou eram simpatizantes dos makhnovistas, que segundo estimativas, ultrapassaram 200 mil, e os makhnovistas, novamente, se puseram em guerra.
Em decorrência dos avanços do Exército Branco, no entanto, acabaram por assinar um tratado político-militar, no qual os bolcheviques reconheciam a autonomia dos anarquistas e prestavam-se a respeitar seu território. por alguns meses, os makhnovistas puderam se reorganizar e formar uma investida contra Wrangel. Enquanto Makhno, que há pouco havia se recuperado de uma infecção de tifo e já estava novamente fora do fronte, devido a um ferimento no campo de batalha, se recuperava, Simon Karetnik liderou os avanços anarquistas na Crimeia.
O cerco de Perekop, seria a última batalha da Frente Sul, na qual os anarquistas e bolcheviques organizaram um massivo ataque conjunto, que terminaria na travessia de Syvach e na tomada, em 14 de Novembro, de Sinferpol, e da derrota posterior do Exército Branco.

## A Traição
Aproveitando-se do então fim da guerra, o Exército Vermelho, representado por Leon Trotsky, convidou a Simon Karetnik e seus homens para discutir o acordo político-militar com os makhnovistas, e estes acabaram sendo pegos numa emboscada e fuzilados pelo Marechal Frunze. No mesmo dia, prenderam os membros da Nabat ucraniana, incluindo o anarquista Vsevolod Voline, e às 11 horas da manhã, bombardearam a Goulai-Polé.

## 1921-1924 - Derrota e declínio do Movimento Makhnovista
Os makhnovistas se puseram numa guerra sanguinária. Para os bolcheviques, não bastava somente vencer os anarquistas, como humilhá-los e punirem a todos os seus familiares. Por muitas vezes, suas aldeias eram queimadas e seus familiares, mesmo sem qualquer envolvimento com o Exército Makhnovista, mortos.
Em 28 Agosto de 1921, o movimento makhnovista foi oficialmente derrotado. Os bolcheviques mobilizaram uma frota de 350 mil soldados, e, apesar do número de baixas superior à dos anarquistas, aos poucos foram forçados a recuar pelo quantitativo de homens, até que deixaram o país rumo à Romênia.
Voline ficou preso até 1922, quando foi exilado após pedidos de sindicatos de todo mundo, por fazer uma greve de fome na prisão. Já Makhno e seu grupo se exilaram na França, formando o grupo dos anarquistas russos no exílio (Dielo Truda).

## O Makhnovismo no pós-revolução
Mesmo na ilegalidade, o movimento anarquista seguiu existindo na URSS durante os anos 20, e, durante a segunda guerra mundial, organizou grupos de guerrilhas que pretendiam restabelecer a Nabat e combater tanto aos nazistas quanto aos soviéticos. Atualmente, algumas guerrilhas antinazi na Ucrânia reivindicam o título de "Exército Makhnovista". Alguns historiadores também relatam purgos nos anos 30 e um complô makhnovista descoberto pelo poder soviético.

## Organização
Em seu auge, em 1919, o Exército Insurgente contava com 83.000 soldados de infantaria, 20.135 de cavalaria, 1.435 metralhadoras, 118 armas de artilharia, sete trens blindados e vários carros blindados e tachankas, totalizando pouco mais de 100 mil homens.

### Comandantes[7]
- Batko Makhno (Huljai-Pole (Гуляйполе); anarco-comunista)
- Simon Karetnik (Huljai-Pole; anarco-comunista)
- Marchenko (Huljai-Pole; anarco-comunista (1907))
- Grigory Vasilevsky (Huljai-Pole)
- Boris Veretelnikov (Huljai-Pole; SR; anarco-comunista (1918))
- Peter Gavrilenko (Huljai-Pole; anarco-comunista (1905))
- Vasily Kurilenko (Novospassovka)
- Viktor Belash (Novospassovka; anarquista)
- Kalašnikov (Huljai-Pole; anarquista)
- Mikhalev-Pavlenko (deminer)
- Fedir Shchus (Bolšaja Mihailovka)
- Ivan Lepetchenko (Huljai-Pole; anarquista)
- Aleksandr Lepetchenko (Huljai-Pole; anarquista)
- Dmitry Ivanovich Popov (Moscow; Esquerda SR)